# Chuca
Chuca, właśc. Víctor Moya Martínez  (ur. 10 czerwca 1997 w Jacarilli) – hiszpański piłkarz występujący na pozycji pomocnika w hiszpańskim klubie  Unionistas de Salamanca CF

## Kariera

### Młodość, Villarreal CF i wypożyczenie
Urodzony w niedużej hiszpańskiej miejscowości Jacarilla, we Wspólnocie Walenckiej Chuca, jest wychowankiem Villarreal CF. Swój seniorski debiut zaliczył 17 kwietnia 2016, w drugiej drużynie Villarrealu, wchodząc z ławki za Ramiro Guerrę, w przegranym 2:1 meczu 34. kolejki Segunda División B z CD Eldense. Zwycięskie bramki dla Eldense zdobył w tym meczu inny zawodnik znany z występów dla Białej Gwiazdy – Carlitos.
Pierwszą bramkę dla Villarrealu strzelił 28 sierpnia 2016, w debiutanckim meczu w trzeciej drużynie, w wygranym 3:2 spotkaniu z CD Torrevieja. Przed sezonem 2017/2018 został włączony przez trenera Javiera Calleję do kadry pierwszej drużyny. W jednym z pierwszych przedsezonowych sparingów, wystąpił przeciwko CA Boca Juniors. 10 września tego samego roku zadebiutował w pierwszej drużynie, podczas wygranego 3:1, domowego meczu 3. kolejki Primera División z Realem Betis, zmieniając w 84. minucie Manu Triguerosa.
Sezon 2017/2018 był dla Martíneza bardzo udany. Oprócz debiutu i rozegraniu kilka spotkań dla pierwszej drużyny, dzięki rozegraniu 27 meczów w których zdobył 6 bramek, Villarreal CF B uplasował się finalnie na 3. miejscu, co cało możliwość grania w barażach o występy w Segunda División. Ostatecznie drugiej drużynie Villarrealu nie udało się awansować, po przegranym 3:4 dwumeczu finałowym z Elche CF.
23 lipca 2018 Chuca został wypożyczony na okres jednego sezonu do Elche CF. Dla Los Franjiverdes zadebiutował 18 sierpnia 2018, w zremisowanym 0:0 meczu 1. kolejki Segunda División z Granadą. Początkowo wypożyczenie utalentowanego pomocnika wzbudziło entuzjazm wśród kibiców Los Ilicitanos, jednakże ostatecznie Chuca uważany był za rozczarowanie. 23 stycznia 2019, ze względu na rzadką grę zawodnika, Villarreal porozumiał się z Elche w sprawie skrócenia wypożyczenia.
Po powrocie z wypożyczenia Chuca grał dla drugiej drużyny Villarrealu.

### Wisła Kraków
31 lipca 2019 został piłkarzem Wisły Kraków, z którą podpisał kontrakt do 30 czerwca 2022. Dla nowego klubu zadebiutował 5 sierpnia tego samego roku, zmieniając w 71. minucie Michała Maka, w wygranym 1:0 meczu 3. kolejki Ekstraklasy z Górnikiem Zabrze. Również w tym meczu, w doliczonym czasie gry, strzelił pierwszego gola dla Białej Gwiazdy.

## Statystyki kariery
(aktualne na dzień 20 października 2020)
| Klub               | Sezon              | Liga               | Liga  | Liga   | Puchar kraju | Puchar kraju | Puchar kontynentalny | Puchar kontynentalny | Suma  | Suma   |
| Klub               | Sezon              | Liga               | Mecze | Bramki | Mecze        | Bramki       | Mecze                | Bramki               | Mecze | Bramki |
| ------------------ | ------------------ | ------------------ | ----- | ------ | ------------ | ------------ | -------------------- | -------------------- | ----- | ------ |
| Villarreal CF B    | 2015/16            | Segunda División B | 3     | 0      | –            | –            | –                    | –                    | 3     | 0      |
| Villarreal CF C    | 2016/17            | Tercera División   | 22    | 3      | –            | –            | –                    | –                    | 22    | 3      |
| Villarreal CF B    | 2016/17            | Segunda División B | 7     | 0      | –            | –            | –                    | –                    | 7     | 0      |
| Villarreal CF B    | 2017/18            | Segunda División B | 32    | 6      | –            | –            | –                    | –                    | 32    | 6      |
| Villarreal CF      | 2017/18            | Primera División   | 4     | 0      | 1            | 0            | 2                    | 0                    | 7     | 0      |
| Elche CF (wyp.)    | 2018/19            | Segunda División   | 6     | 0      | 1            | 0            | –                    | –                    | 7     | 0      |
| Villarreal CF B    | 2019/20            | Segunda División B | 13    | 0      | –            | –            | –                    | –                    | 13    | 0      |
| Villarreal CF B    | Łącznie            | Łącznie            | 55    | 6      | 0            | 0            | 0                    | 0                    | 55    | 6      |
| Wisła Kraków       | 2019/20            | Ekstraklasa        | 25    | 2      | 0            | 0            | –                    | –                    | 25    | 2      |
| Wisła Kraków       | 2020/21            | Ekstraklasa        | 4     | 2      | 1            | 1            | –                    | –                    | 5     | 3      |
| Wisła Kraków       | Łącznie            | Łącznie            | 29    | 4      | 1            | 1            | 0                    | 0                    | 30    | 5      |
| Łącznie w karierze | Łącznie w karierze | Łącznie w karierze | 128   | 13     | 3            | 1            | 2                    | 0                    | 133   | 14     |